# Ейдфьорд
Ейдфьорд (на нюношк: Eidfjord) е община във фюлке Хордалан, западна Норвегия, включваща две села – Йовре Ейдфьорд и административния център Ейдфьорд. Разположена е на едноименния фиорд. Селището е известно от 12 век, когато е владение на епископа на Ставангер и осигурява единствения достъп до част от владенията му във вътрешността на страната. Площта ѝ е 1387 квадратни километра и има население от 903 души (по приблизителна оценка от януари 2021 г.).